# Südliche Linderspitze
Südliche Linderspitze är en bergstopp i Österrike.   Den ligger i förbundslandet Tyrolen, i den västra delen av landet, 400 km väster om huvudstaden Wien. Toppen på Südl. Linderspitze är 2 305 meter över havet, eller 66 meter över den omgivande terrängen. Bredden vid basen är 0,30 km.
Terrängen runt Südl. Linderspitze är bergig österut, men västerut är den kuperad. Runt Südl. Linderspitze är det tätbefolkat, med 530 invånare per kvadratkilometer.. Närmaste större samhälle är Innsbruck, 19,4 km söder om Südl. Linderspitze. 
I omgivningarna runt Südl. Linderspitze växer i huvudsak barrskog.